# Samonà e Savelli
Samonà e Savelli è stata una casa editrice italiana.
È stata la prima casa editrice italiana della sinistra antagonista ed extraparlamentare. Fondata a Roma nel 1963 da Giuseppe Paolo Samonà e Giulio Savelli, ha pubblicato centinaia di titoli legati all'approfondimento della filosofia marxista, alla lotta di classe, al marxismo-leninismo e al pensiero socialista rivoluzionario. Considerata eretica ed espressione della cosiddetta "nuova sinistra", fra i sostenitori della casa editrice c'erano numerosi intellettuali del tempo, fra cui Giangiacomo Feltrinelli. La piccola casa editrice, nel 1967, fu la prima a pubblicare in lingua italiana uno scritto a firma di Ernesto Che Guevara.
Per essa hanno pubblicato autori come Alberto Asor Rosa con il celebre Scrittori e popolo e Paolo Flores d'Arcais con Fronte popolare e democrazia progressista.

## Storia
La casa editrice venne fondata nel 1963 e, fino alla fine degli anni sessanta, pubblica titoli quasi esclusivamente di politica, su posizioni di estrema sinistra, soprattutto trotskiste. Nel 1968 Samonà abbandona il progetto e la casa editrice cambia nome da Samonà e Savelli a Savelli - La Nuova Sinistra.
Il libro più famoso di questo periodo, e grande successo della casa editrice, è La strage di Stato, pubblicato nel giugno 1970, frutto della controinchiesta condotta dal movimento sulla Strage di piazza Fontana. Dopo la sua pubblicazione la casa editrice divenne il punto di riferimento culturale di tutta l'area della sinistra extraparlamentare, da Potere Operaio a Lotta Continua al gruppo del Manifesto.
Dal 1969 pubblica una collana di opere teatrali diretta dal commediografo e attore Franco Molè. 
Due altri importanti libri pubblicati da Savelli furono, nel 1975, Proletari senza rivoluzione di Renzo Del Carria, una ricerca suddivisa in cinque volumi sulla storia delle classi subalterne in Italia, e, nella collana "Il pane e le rose", la sceneggiatura integrale del film di Gianni Serra La ragazza di via Millelire. Altro libro di rilievo pubblicato nel 1975 fu In caso di golpe, controverso manuale teorico-pratico di resistenza, guerriglia e controguerriglia che si diffuse negli ambienti dell'estrema sinistra extraparlamentare.
Nel 1976 uscì il libro Porci con le ali, che fu un clamoroso successo editoriale e cinematografico e che rimase per qualche tempo pseudonimo (era firmato Rocco e Antonia). Soltanto in un periodo successivo si venne a sapere che a scriverlo erano stati Lidia Ravera e Marco Lombardo Radice. Il libro coincideva anche con il lancio della collana "Il pane e le rose".
Sempre nel 1976 pubblica una versione a fumetti del Manifesto del Partito Comunista, con i disegni di Mario de Luca e Pietro  Carcaci e doppia introduzione ad opera di Silverio Corvisieri e Mauro Rostagno.
Fu anche editrice della rivista mensile "La sinistra", diretta da Lucio Colletti, Giulio Savelli e Augusto Illuminati (nata nel 1966 e trasformata nel 1968 in settimanale, quando cambiò formato, ma poi chiuse). La rivista, su posizioni libertarie, costò a Giulio Savelli l'uscita dal PCI. Ogni tanto pubblicava dei volumetti come supplemento.
Dal 1972 venne prodotta anche una "Agenda rossa", un diario che riportava quotidianamente sintesi di avvenimenti del 1968. Stampava anche le riviste Ombre rosse e Il leviatano: problemi della libertà e del socialismo (1976).
Un altro periodico fu Calibano: rivista semestrale di ricerche sulla letteratura inglese e americana (1977-1983, diretta da Alessandro Portelli come sottoserie della collana "Saggistica").
Savelli si è inoltre spesso occupata di musica, pubblicando nella collana "La chitarra, il pianoforte e il potere" molte raccolte commentate di testi di canzoni di molti cantautori italiani; in questa serie pubblicarono tra gli altri Simone Dessì, Gino Castaldo, Gianni Borgna e Giaime Pintor.
Nella collana "Saggistica", accanto ai titoli più espressamente politici, l'editore Savelli nel 1979 pubblica Aliminusa: strada, donna, religiosità, un'indagine antropologico-culturale, corredata da foto e innovativi sociogrammi, condotta da Lillo Gullo e Tano Gullo nel piccolo paese delle Madonie. Dopo la recensione a piena pagina di Gianni Rodari su "Paese Sera", i due autori vengono invitati dalla Rai a collaborare con il regista Maurizio Rotundi per tradurre i contenuti del loro saggio in un documentario televisivo sulla condizione delle donne in Sicilia, poi messo in onda in prima serata sul Primo Canale.
Per il cinema Savelli ha anche pubblicato Scrivere il film, testimonianze raccolte da Giuliana Muscio (1981) e Ballare il film di Claver Salizzato (1982).

## Elenco delle collane
- La nuova sinistra;
- Piccola biblioteca leninista;
- Saggistica, aperta nel 1963 con Crisi dell'estetica romantica di Galvano della Volpe. Ha compreso circa 100 titoli;
- Cultura politica, aperta nel 1963, con Rivoluzione e pace mondiale di Fidel Castro, una delle collane più prolifiche (circa 280 titoli);
- Repertorio teatrale, aperta nel 1965 con Evaristo di Franco Molè;
- Biblioteca della sinistra, nata nel 1969 e chiusa nel 1971 dopo 12 titoli;
- Problemi di storia, aperta nel 1970 con la Storia del sionismo di Nathan Weinstock;
- Cinema e rivoluzione:

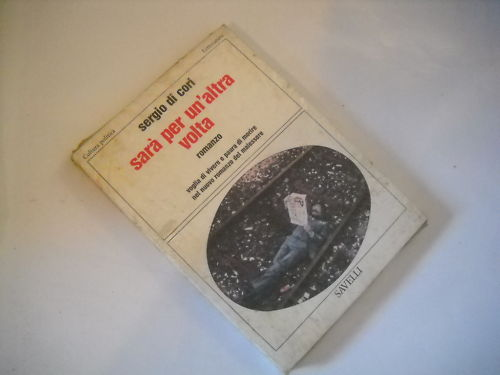
Copertina di Sarà per un'altra volta, romanzo di Sergio Di Cori pubblicato nel 1978

- Narrativa, di breve durata, aperta nel 1970 con Storia di una donna bella di Elsa De Giorgi;
- Passato e presente (1970-72);
- Controcultura, con titoli come Fare macrobiotica, Andare in India, Contro il servizio militare, Fare controinformazione, I padroni della musica, Controinformazione alimentare ecc.; chiude nel 1981;
- Attualità politica, con titoli come Contro l'aborto di classe, La guerra del petrolio, Autonomia operaia, La politica del femminismo 1973-76, a cura di Biancamaria Frabotta ecc.;
- Interpretazioni (1975-79), volumetti di antologie critiche su Verga, Zola, Mallarmé, T. S. Eliot, Cervantes, Defoe, Pasolini, Mark Twain e Sade;
- Controcultura super (1975), con titoli come Contro la famiglia, Energia alternativa, Manuale laico di astrologia e Marijuana in cucina ecc.;
- Materiali per una nuova scienza sociale (1976-77), che include Sociologia della letteratura, a cura di Alberto Abruzzese;
- Il pane e le rose (1975-82), per una cinquantina di titoli, compresa una sezione Erotica negli ultimi anni; ha pubblicato la sceneggiatura integrale del film di Gianni Serra La ragazza di via Millelire, con un intervento del sindaco Diego Novelli.
- Labirinto, aperta nel 1978 con Aden Arabia di Paul Nizan, comprendeva opere di Charles Bukowski, Doris Lessing, Boris Vian, Adrienne Rich ecc. Si chiuse con il n. 27 (1982), ossia il Trattato della vita elegante di Balzac;
- La chitarra, il pianoforte e il potere (1978- 82), con scritti di Diego Carpitella, Gino Castaldo, Gianni Borgna, Ernesto Assante, Lucio Dalla, Luigi Tenco, Lou Reed, Patti Smith e altri su Bob Dylan, Beatles, Jimi Hendrix, Jim Morrison, Bob Marley ecc.;
- Reprint, che ristampava titoli di altre collane o collezioni di riviste, tipo l'anastatica dei primi 8 numeri di Ombre rosse;
- Manuali, con titoli come Manuale di autodifesa delle donne, Il libro dell'allattamento al seno, Capire la droga, Vivere la vecchiaia o Fondamenti di agopuntura e di medicina tradizionale cinese ecc.;
- La biblioteca del viaggiatore, di breve durata, ormai prossimi alla chiusura.